# Andrea Mayer
Andrea Mayer (Kaufbeuren, 2 gennaio 1968) è una pilota motociclistica e pilota di rally tedesca, specializzata in rally raid, una volta nella top ten al Rally Dakar (2004, auto).
È la compagna del pilota motociclistico e di rally raid francese Stéphane Peterhansel.

## Biografia
Comincia con l'enduro e dopo aver esordito nelle competizioni dei rally raid africani con le motociclette, passa allo stesso tipo di competizioni su quattro ruote (dal 2003 in auto, ma nel 2011 farà un'esperienza anche sui camion), vincendo la coppe femminile alla Parigi-Dakar sino a quando è stata assegnata. Classifica femminile che la Mayer ha vinto pure all'Rallye de l'Atlas (1994, 1995 e 1996), all'Abu Dhabi Desert Challenge (1997, 1998 e 2001) ed al Rally di Tunisia (1995 e 1997).
Il suo miglior piazzamento al Dakar è stato ottenuto con le auto, un 5º posto assoluto nel 2004 (navigatore il connazionale Andreas Schulz), con una Mitsubishi Pajero. Con le moto, pur avendo sempre capeggiato la classifica femminile, non è andata al di là di un 23º posto. Piazzamento nella top ten che la Mayer ha comunque ottenuto in un altro importante rally raid, l'Abu Dhabi Desert Challenge nel 2001.

## Palmarès

### Rally Dakar
| Anno | Categoria | Mezzo             | Pos. | Pos. femm. |
| ---- | --------- | ----------------- | ---- | ---------- |
| 1996 | Moto      | BMW               | 45ª  | 1ª         |
| 1999 | Moto      | BMW               | 32ª  | 1ª         |
| 2000 | Moto      | BMW               | 53ª  |            |
| 2001 | Moto      | BMW               | 30ª  |            |
| 2002 | Moto      | BMW               | 23ª  |            |
| 2003 | Auto      | Mitsubishi Pajero | 21ª  |            |
| 2004 | Auto      | Mitsubishi Pajero | 5ª   |            |
| 2005 | Auto      | Mitsubishi Pajero | Rit. |            |
| 2011 | Camion    | MAN TGA 13        | 39ª  |            |

### Altri risultati

#### Moto
2001
- 6º posto all'Abu Dhabi Desert Challenge su KTM

#### Auto
2003
- 5º posto al Rally di Tunisia su Mitsubishi Pajero
- 5º posto all'Abu Dhabi Desert Challenge su Mitsubishi Pajero

2004
- 10º posto al Rally del Marocco su Mitsubishi Pajero

##### 2013
- 3º posto assoluto e 1º di gruppo T3 al Rally Puglia & Lucania su Danisi Dust Devil, in coppia con Roberto Musi